# Chronologie du Japon
 (mai 2019).

## Préhistoireetprotohistoire

### Paléolithique du Japon
- indices d'activité humaine attestés vers -30 000

Période Kyuuseki ( 旧跡時代 ) de -20 000 à - 12000 environ.

### Période Jōmon(-13000à environ-300)
- poteries à motif de cordes
- -660, début du règne légendaire du premier empereur du Japon : Jimmu.

### Période Yayoi(environ-400à250)
- début du néolithique japonais
- -57, les archives chinoises indiquent l'arrivée du premier émissaire japonais.

## Antiquité (Kodai)

### Période Yamato(250à710)
- période Kofun (250 à 538) 
  - 405 : adoption du système d'écriture chinois
- période Asuka (538 à 710)
  - 538, 550 ou 552 : arrivée du bouddhisme
  - 552 : première ambassade coréenne au Japon
  - 562 : défaite du Japon en Corée - le Japon se retire de la péninsule
  - 586 : le Japon est frappé par la peste.
  - 587 : fondation du Hōryū-ji
  - 600 : création de la première ambassade chinoise au Japon.
  - 603 : Shotoku jette les bases de la hiérarchie de la société japonaise avec le kan i juni kai (les douze échelons de la hiérarchie des fonctionnaires)
  - 604 : Shotoku Taichi rédige une Constitution en 17 points kempo jushichi jo
  - 607 : première ambassade japonaise en Chine.
  - 645 : mort du chef du clan Soga ; le clan Nakatomi prend le pouvoir; réforme de Taika.
  - 667 : transfert de la capitale à Otsu, près du lac Biwa
  - 689 : publication du Code Asuka Kiyomihara
  - 694 : la capitale est transférée dans la ville de Fujiwara ; elle a été construite sur un plan chinois
  - 701 : promulgation du code de l'ère Taihō
  - 708 : une monnaie japonaise en cuivre est créée.

### Époque de Nara(710à794)
- 710 : Heijō devient la capitale (future Nara)
- 712 : rédaction du Kojiki, livre fondamental de la religion Shinto
- 713 : les noms de lieux doivent être écrits en kanjis pour faire disparaître la topographie aïnoue et favoriser l'unification ethnique du pays.
- 720 : rédaction du Nihon Shoki
- 733 : famine
- 735-737 : épidémie de variole
- 784 : la capitale est déplacée à Nagaokakyō

### Époque de Heian(794à1185)
- 794 : Kammu déplace la capitale à Heian (future Kyoto)
- 799 : introduction de la culture du coton au Japon.
- 805 : Saichō, de retour de Chine fonde la secte du Tendai sur le mont Hiei
- 806 : Kūkai, de retour de Chine, fonde l'école Shingon
- 815 : les Chinois introduisent le thé au Japon.
- 861 : le calendrier chinois est adopté.
- 894 : Sugawara no Michizane décide la fin des relations avec la Chine.
- Xe siècle, apparition du yamato-e et des kanas
- 927 : publication de l'Engishiki.
- 939-940 : révolte de Taira no Masakado, c'est la première manifestation de l'existence d'une classe guerrière
- 1016-1027 : règne de Fujiwara no Michinaga ; apogée de la famille Fujiwara
- 1086 : début du régime des « empereurs retirés » (Insei) avec Shirakawa
- 1156 : rébellion de Hōgen; affrontement au sein de la maison impériale, à la mort de l'empereur retiré Toba, entre deux de ses fils : Sutoku (l'aîné, mais évincé de la fonction impériale) et Goshirakawa (l'empereur régnant). Militairement, peu de combat mais socialement et symboliquement : rupture dans la maison impériale, opposition dans les familles des Taira et Minamoto, relation tendue entre Taira no Kiyomori, nouvel homme fort et son allié Minamoto no Yoshitomo à cause d'une différence de traitement par l'Empereur Go-Shirakawa. Sutoku est banni à Shikoku.
- 1159 : rébellion de Heiji ; tentative de coup d'État. Profitant de l'absence de Kiyomori, les mécontents de Hōgen (Minamoto no Yoshitomo et Fujiwara no Nobuyori) séquestrent l'Empereur retiré Go-Shirakawa et l'empereur Nijō. Kiyomori revient en hâte et soumet ses adversaires. Yoshitomo est exécuté mais les plus jeunes enfants sont bannis (dont Yoritomo, futur seii taishogun, fondateur du Bakufu de Kamakura...)
- 1160 : commence le règne de Kiyomori ; politique de mariage identique à celle des Fujiwara.
- 1167 : Kiyomori devient ministre des Affaires suprêmes (diajō daikan). C'est la première fois qu'un non-aristocrate arrive à cette fonction.
- 1175 : la secte bouddhiste Jōdo shū (la terre pure) est introduite au Japon par le moine Hōnen
- 1180 : début de la guerre de Genpei. Un Prince lance l'ordre d'abattre les Taira. Les régions de l'Est se révoltent conduites par Minamoto no Yoritomo venu d'Izu et Yoshinaka venu des Alpes japonaises (région de Kiso).
- 1181 : décès tragique de Kiyomori.

## Période féodale (Chūsei)

### Période Kamakura(1185à1333)
- 1185 : victoire du clan Minamoto sur le clan Taira à la bataille de Dan-no-ura et fin de la guerre de Genpei. Le jeune empereur Antoku sombre dans les eaux de Dan no Ura.
- 1191 : la secte Zen est introduite au Japon.
- 1192 : la capitale est transférée à Kamakura ; premier bakufu : séparation du pouvoir de l'empereur (dirigeant spirituel) et du shogun (dictateur militaire, dirigeant politique), Minamoto no Yoritomo. Ce dernier reçoit le titre de Grand général pour la pacification des barbares (Sei i taishōgun).
- 1198 : l'empereur Gotoba, qui a succédé à Goshirakawa, abdique et devient empereur retiré (gouvernement insei). Yoritomo projette de renverser ce nouveau pouvoir mais meurt avant.
- 1221 : les guerres de l'ère Jōkyū. Gotoba a un caractère bien trempé face aux Hōjō (famille régente du shogunat) qui souhaitent affaiblir le pouvoir des empereurs retirés en restaurant le pouvoir impérial. Gotoba lance l'ordre de renverser le Bakufu. Ama shōgun Masako (l'épouse de Yoritomo) réunit le ban et l'arrière-ban, et Yosutoki écrase la rébellion. Ces guerres marquent la fin du pouvoir politique des Empereurs Retirés. Domination politique des guerriers.
- 1253 : fondation de l'école du Sûtra du Lotus par Nichiren.
- 1274 : première tentative des Mongols d'envahir le Japon.
- 1275 : fondation de la secte Ji.
- 1281 : deuxième tentative des Mongols d'envahir le Japon. (suivie de la construction du genkobori)
- 1302 : un grand incendie se déclare dans la ville de Kamakura, faisant plus de 500 morts
- 1331 : rébellion de l'ère Genko

### Restauration de Kenmu(1333à1336)
- première restauration impériale, l'empereur Go-Daigo dirige le pays
- 1335 : rébellion de Nakasendai, sous l'impulsion de Hōjō Tokiyuki, pour tenter de restaurer le shogunat ; la rébellion est écrasée par Ashikaga Takauji qui prend le contrôle de Kamakura et s'autoproclame shogun

### Période Muromachi(1336 à 1573)
- 1336 : bataille de la rivière Minato, Ashikaga Takauji, prend Kyoto et installe l'empereur Kōmyō ; il y a donc deux cours impériales (période des Cours du Nord et du Sud, Nanboku-chō)
- 1338 : Ashikaga Takauji restaure le shogunat ; c'est le premier des shoguns Ashikaga
- 1378 : le shogunat Ashikaga s'établit dans le quartier Muromachi à Kyoto
- 1392 : le shogun Ashikaga Yoshimitsu réunit les cours du Nord et du Sud et supprime le pouvoir des daimyos régionaux
- 1397 : construction du Kinkaku-ji
- 1428 : la mort du shogun Ashikaga Yoshimochi pose un problème de succession 
  - 1438 : rébellion de l'ère Eikyō, le shogun Ashikaga Yoshinori vainc Ashikaga Mochiuji
  - 1441 : rébellion de Kakitsu, Ashikaga Yoshinori est assassiné par Akamatsu Mitsusuke
- 1467 à 1477 : guerre d'Ōnin ; début de la période Sengoku
- 1543 : premier contact avec les Européens : navire du Portugais Fernão Mendes Pinto
- 1549 : arrivée de François Xavier
- 1562 : les commerçants étrangers peuvent s'installer à Nagasaki
- 1565 : les Jésuites sont chassés de Kyoto.
- 1570: Bataille d'Anegawa
- 1571 : le port de Nagasaki est ouvert pour commercer avec l'Europe.

### Période Azuchi Momoyama(1573 à 1600)
- 1573 : effondrement du shogunat des Ashikaga
- 1575 : Bataille de Nagashino, l'armée de Tokugawa Ieyasu et de Oda Nobunaga vainc l'armée de Takeda Katsuyori (le fils de Takeda Shingen)
- 1579 : soumission de la province d'Iga, abritant de nombreux clans ninja, par les troupes de Oda Nobunaga ; de nombreuses familles sont décimées, les survivants vont se réfugier chez d'autres daimyō voisins, dont Tokugawa Ieyasu
- 1582 : Oda Nobunaga, alors qu'il se rend en renfort de Toyotomi Hideyoshi, est assiégé au Honnō-ji, un temple de Kyoto, et se fait seppuku
- 1582-1598 :Toyotomi Hideyoshi régent du Japon
- 1587 : persécutions sur les chrétiens
- 1590 : Toyotomi Hideyoshi achève d'unifier le Japon
- 1592-1598 : occupation de la Corée
- 1600 : bataille de Sekigahara ; elle établit la domination du clan Tokugawa sur les autres clans et ouvre sur une ère de paix

## Époque début des temps modernes (Kinsei):Époque d'Edo(1600 à 1868)
- 1603 : Tokugawa Ieyasu reçoit le titre de shogun
- 1609 : les Hollandais établissent un comptoir commercial sur l'île de Hirado.
- 1612 : le servage est officiellement aboli par décret, il subsistera cependant.
- 1613 : le premier comptoir commercial anglais au Japon est créé à Hirado.
- 1614 : premières persécutions antichrétiennes.
- 1622 : persécutions antichrétiennes
- 1624 : les Espagnols interdits dans l'archipel nippon.
- 1636 : un décret interdit aux Japonais d'émigrer.
- 1637 : révolte de catholiques japonais près de Nagasaki (révolte de Shimabara).
- 1639 : expulsion des Portugais. Seuls les Hollandais peuvent rester à Nagasaki.
- 1640 : une délégation portugaise qui venait demander au Japon des accords commerciaux est exécutée.
- 1641-1642 : famine
- 1657 : grand incendie d'Edo (30 000 victimes)
- 1716-1745 : le Shogun Tokugawa Yoshimune fait des réformes.
- 1720 : une autorisation d'importer des ouvrages occidentaux sans rapport avec le christianisme est décidée.
- 1755 : famine
- 1763 : famine
- 1782 : la grande famine
- 1787 : famine
- 1837 : révolte d'Osaka
- 8 juillet 1853 : arrivée des 4 vaisseaux noirs du Commodore Perry
- février 1854 : le Comodore Perry revient avec plus de bateaux.
- 31 mars 1854 : convention de Kanagawa
- 29 juillet 1858 : traité de navigation avec les États-Unis
- 1855 : tremblement de terre à Tokyo
- 1856 : un consul américain s'installe à Shimoda.
- 3 août 1860 : traité avec le Portugal
- 1865 : naissance de Kiichiro Hiranuma
- 1862 : première ambassade japonaise en Europe
- 1868 - 1869: Guerre de Boshin qui se solde par la défaite et la fin du shogunat Tokugawa.

## Époque moderne (Kindai):empire du Japon(1868 à 1945)

### Ère Meiji
- septembre 1868 : Tokyo devient la capitale à la place de Kyoto
- 1869 : une ligne de télégraphe reliant Tokyo à Yokohama est installée par les Britanniques.
- 1871 : création du yen
  - 14 juillet : établissement de préfectures remplaçant les domaines féodaux, date symbolique de l'apparition de l'empire du Japon sur le plan politique
- 1872 : construction de la ligne de chemin de fer Tokyo-Yokohama
- 1872 : naissance de Kijūrō Shidehara
- 1873 : service militaire obligatoire ; le Japon adopte le calendrier occidental.
- 1877 : construction de la ligne de chemin de fer Kobe-Osaka-Tokyo
- 1877 : rébellion de Satsuma
- 1878 : la bourse de Tokyo est ouverte.
- 1879 : les îles Ryūkyū sont rattachées au Japon.
- 1882 : Kano Jigoro fonde le Kodokan pour y enseigner le judo ; cet événement marque la renaissance sous une forme moderne des budo (arts martiaux) qui avaient été délaissés par la modernisation de la société et la disparition de la caste des samouraïs
- 1884 : naissance de Hideki Tōjō
- 1889 : promulgation de la constitution Meiji
- 1891 : naissance de Fumimaro Konoe
- 1894 : début de la première guerre sino-japonaise
- 17 avril 1895 : le traité de Shimonoseki marque la fin de la guerre sino-japonaise.
- 1901 : naissance de Eisaku Satō
- 1902 : traité avec le Royaume-Uni
- 1904 : début de la guerre russo-japonaise
- 1905 : fin de la guerre russo-japonaise actée par le Traité de Portsmouth
- 1910 : annexion de la Corée

### Ère Taishō
- 1912 : décès de l'empereur Meiji, son fils Taishō Tennō lui succède. Fin de l'ère Meiji, début de l'ère Taishō.
- 1913 : naissance de Toyoda Eiji
- 1916 : premier film japonais.
- 1921 : naissance de Akio Morita
- 5 juillet 1922 : fondation du parti communiste japonais.
- 1923 : un tremblement de terre ravage le Kanto.

### Ère avant-guerre Shōwa
- 1926 : décès de l'empereur Taishō Tennō, son fils Shōwa devient empereur.
- 1927 : le métro de Tokyo ouvre ses portes.
- 1929 : un service aérien pour passagers est créé entre Tokyo et Osaka.
- 1931 : incident de Mandchourie
- 1932 : assassinat du premier ministre Tsuyoshi Inukai
- mars 1933 : le Japon se retire de la SDN
- 1936 : assassinat de plusieurs officiers de l'état lors de l'Incident du 26 février
- 1936 : incorporation de l'unité 731 à l'armée impériale japonaise par décret de l'empereur Shōwa
- 2 juin 1937 : le prince Fumimaro Konoe devient Premier ministre
- 7 juillet 1937 : incident du pont Marco Polo (Chine, Pékin), qui sert de casus belli à la seconde guerre sino-japonaise
- 1937 : constitution de la Conférence de liaison du Quartier général impérial
- 13 décembre 1937 : massacre de Nankin
- 1938 : bataille de Wuhan
- 4 janvier 1939 : Kiichiro Hiranuma succède comme premier ministre au prince Konoe
- 1939 : bataille de Halhin Gol
- 1940 : pacte tripartite avec l'Allemagne et l'Italie
- 18 octobre 1941 : Hideki Tōjō devient Premier ministre
- 7 décembre 1941 : attaque de Pearl Harbor
- décembre 1941 - janvier 1942 : 3e bataille de Changsha
- 5 juin 1942 : bataille de Midway
- 22 juillet 1944 : destitution de Hideki Tōjō, remplacé par Kuniaki Koiso

Année 1945
- 4 février 1945 : début de la conférence de Yalta
- 11 février 1945 : fin de la conférence de Yalta. L'URSS s'engage à déclarer la guerre dans les 3 mois qui suivent la défaite des Allemands en échange des Sakhalines et Kouriles.
- 1er avril 1945 : bataille d'Okinawa
- 6 août 1945 : Première bombe atomique lancée sur Hiroshima par les États-Unis.
- 9 août 1945 : Deuxième bombe atomique lancée sur Nagasaki par les États-Unis.
- 1945 : nomination de Kantaro Suzuki au poste de premier ministre

## Époque contemporaine (Gendai): État du Japon (1945 à aujourd'hui)

### Années 1945 à 1949
- 8 octobre 1945 : Kijūrō Shidehara devient Premier ministre.
- 1945 : suicide du prince Konoe
- 17 décembre 1945 : les femmes sont autorisées à voter
- 1er janvier 1946 : discours de Shōwa à la radio (Ningen-sengen)
- 3 mai 1946 : début des procès au Tribunal de Tokyo
- 10 avril 1946 : premières élections générales depuis la fin de la guerre. Shigeru Yoshida deviendra premier ministre. Trente-neuf femmes seront élues.
- 20 mai 1946 : fin du mandat de Kijūrō Shidehara
- 11 octobre 1946 : loi sur la réforme agraire
- novembre 1946 : nouvelle constitution (voir aussi 3 mai 1947)

- 1er février 1947 : grève générale interdite par MacArthur
- 20 avril 1947 : 2e élection générale depuis la fin de la guerre
- 25 avril 1947 : Hatoyama devient premier ministre
- 3 mai 1947 : entrée en vigueur de la nouvelle Constitution (voir 1889) ; ceci entérine la disparition de l'empire du Japon.

- 1948 : création du zengakuren
- 1948 : Hideki Tōjō, Kōki Hirota ainsi que cinq autres haut dirigeants Japonais, jugés par le Tribunal de Tokyo, sont condamnés à la pendaison
- juillet 1948 : les fonctionnaires ne peuvent plus faire grève

- 1949 : création du METI
- 23 janvier 1949 : élections générales

### Années 1950
- 25 juin 1950 : la Corée du Nord envahit la Corée du Sud. Conséquences : commandes de matériels militaires et renforcements des défenses du Japon
- 11 avril 1951 : fin du mandat de MacArthur. Le général Ridgway prend la relève.
- 8 septembre 1951 : signature du Traité de San Francisco
- 1952 : décès de Kiichiro Hiranuma
- 28 avril 1952 : fin de l'occupation, grâce à l'entrée en vigueur du traité de San Francisco
- 1953 : grève chez Nissan
- 1er février 1953 : les débuts de la télévision au Japon.
- 27 juillet 1953 : fin de la guerre de Corée (voir 1950)
- 1955 : le Japon offre du riz à la Corée du Nord
- 1955 : création du PLD
- 10 septembre 1955 : adhésion au FMI
- 12 décembre 1956 : adhésion à l'ONU
- 23 février 1957 Kishi devient premier ministre

### Années 1960
- 1960 : grève dans les mines de Miike
- 19 janvier 1960 : traité de sécurité conclu avec les États-Unis
- Nuit du 19 au 20 mai 1960 : Kishi réussit à faire ratifier, par un vote surprise, le traité de sécurité
- 19 juin 1960 : entrée en vigueur du traité de paix
- 12 novembre 1960 : élections générales
- janvier 1962 : visite de J. F. Kennedy
- 26 juillet 1963 : adhésion à l'OCDE
- 1964 : Jeux olympiques à Tokyo
- 1964 : la ligne Tokaido du shinkansen est inaugurée.
- 22 juin 1965 : traité avec la Corée du Sud normalisant les relations entre les deux pays
- 1967 : le PIB du Japon dépasse celui de la France.
- 1968 : les îles Bonin retournent sous souveraineté japonaise

### Années 1970
- 1970 : Exposition universelle à Osaka
- 1972 : Okinawa retourne sous souveraineté japonaise
- 1972 : Jeux olympiques d'hiver à Sapporo
- 1974 : Affaire Lockheed
- 1974 : Eisaku Satō reçoit le prix Nobel de la paix
- 1975 : décès de Eisaku Satō
- 12 août 1978 : traité de paix conclu avec la République populaire de Chine

### Années 1980
- 1984 : visite du président coréen à Tokyo
- 1989 : décès de l'empereur Shōwa. Son fils Akihito lui succède. Début de l'Ère Heisei.

### Années 1990
- 1992 : les 7 et 8 janvier, le président des États-Unis, George H. W. Bush effectue une visite au Japon ; du 23 au 28 octobre c'est l'empereur Akihito qui se rend en visite en République populaire de Chine.
- juillet 1993 : élections générales
- 1995 : tremblement de terre à Kobe
- 1995 : attaque terroriste au gaz sarin dans le métro de Tokyo
- 1998 : Jeux olympiques d'hiver à Nagano
- 1999 : décès de Akio Morita

### Années 2000
- 25 septembre 2001 : visite de Jun'ichirō Koizumi à Washington
- 2002 : coupe du monde de football organisée au Japon et en Corée
- 27 août 2002 : un tribunal japonais reconnaît que l'unité 731 avait utilisé des armes bactériologiques en Chine
- septembre 2002 : le Premier ministre japonais Koizumi rencontre le dirigeant nord-coréen Kim Jong-il à Pyongyang. C'est la première visite d'un dirigeant japonais depuis la guerre de Corée.
- 25 octobre 2002 : le député japonais Koki Ishii est assassiné d'un coup de poignard.
- 28 juin 2003 : visite officielle de Yoriko Kawaguchi, ministre des Affaires étrangères à Vladivostok.

### Années 2010
- 11 mars 2011 : le séisme de 2011 de la côte Pacifique du Tōhoku a pour conséquence un tsunami qui fera 18 000 morts et disparus, entrainant lui-même l'accident nucléaire de Fukushima.
- 1er mai 2019 : Naruhito devient le 126e empereur du Japon.

### Années 2020
- 2021 : Jeux olympiques d'été de 2020 (reportés à l'année 2021 en raison de la pandémie de Covid-19).
- 8 juillet 2022 : l'ancien premier ministre Shinzō Abe est assassiné alors qu’il donne un discours lors de la campagne des sénatoriales du 10 juillet dans la ville de Nara.